# Băsești
Băsești is een Roemeense gemeente in het district Maramureș.
Băsești telt 1559 inwoners.